# Vivi Rau
Vivi Rau, född 7 december 1951, är en dansk skådespelare. 
Rau spelade huvudrollen i flera erotiska filmer och en enstaka påklädd roll i komedin Kassen stemmer. Efter filmkarriären öppnade hon en klädesaffär.

## Filmografi (urval)
- 1975 - Hopla på sengekanten
- 1975 - Der må være en sengekant
- 1975 – Champagnegalopp
- 1974 - I Tyrens tegn
- 1973 - I jomfruens tegn